# Hyomin
Park Sun-young (Hangul: 박선영, Hán-Việt: Phác Thiện Anh, sinh ngày 30 tháng 5 năm 1989), thường được biết đến với nghệ danh Hyomin, là một nữ ca sĩ, nhạc sĩ, diễn viên, người mẫu, nhà thiết kế thời trang người Hàn Quốc. Cô là thành viên của nhóm nhạc nữ T-ara.

## Tiểu sử
Hyomin là thành viên nổi tiếng nhất (Eoljjang) trên mạng Internet trước khi ra mắt chính thức với nhóm T-ara. Cô từng làm thực tập sinh tại JYP Entertainment và còn được cho là sẽ thay thế thành viên HyunA đã rời nhóm nữ Wonder Girls năm 2007. Trước khi được Core Contents Media tuyển chọn, cô đã góp mặt trong các clip ca nhạc như "Unlock" của SS501, "Smooth Break-Up" của SG Wannabe, và "Heaven" của FT Island.
Cô gia nhập Core Contents Media sau khi tham gia đóng vai chính trong các clip ca nhạc của các nghệ sĩ cùng công ty. Trong đó gồm có Hwang Jung Eun, dự án nhóm Màu Hồng với SeeYa, Davichi và Black Pearl. Cô cũng tham gia biểu diễn trong một show ca nhạc của SeeYa trong suốt thời gian quảng bá ca khúc "Hot Girl". Cô giữ vai trò là hát chính, rapper và nhảy chính trong nhóm T-ara. Cô đã tham gia nhiều bộ phim và đạt giải nữ diễn viên tân binh xuất sắc nhất trong MBC Dramma Award 2011 với phim "Gyebaek".

## Sự nghiệp

### 2009-2017: T-ara

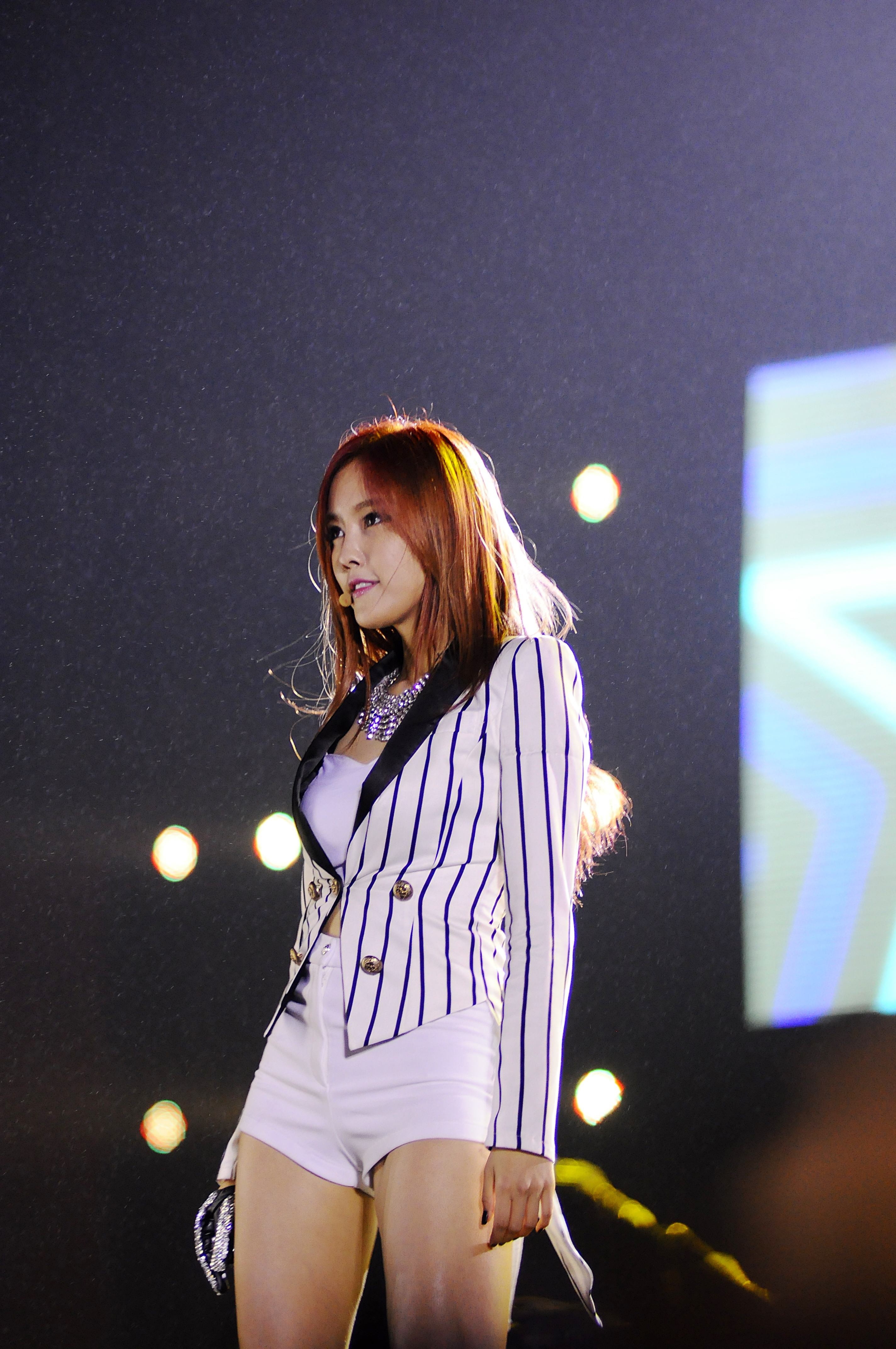
Hyomin biểu diễn ở Hà Nội, Việt Nam năm 2012

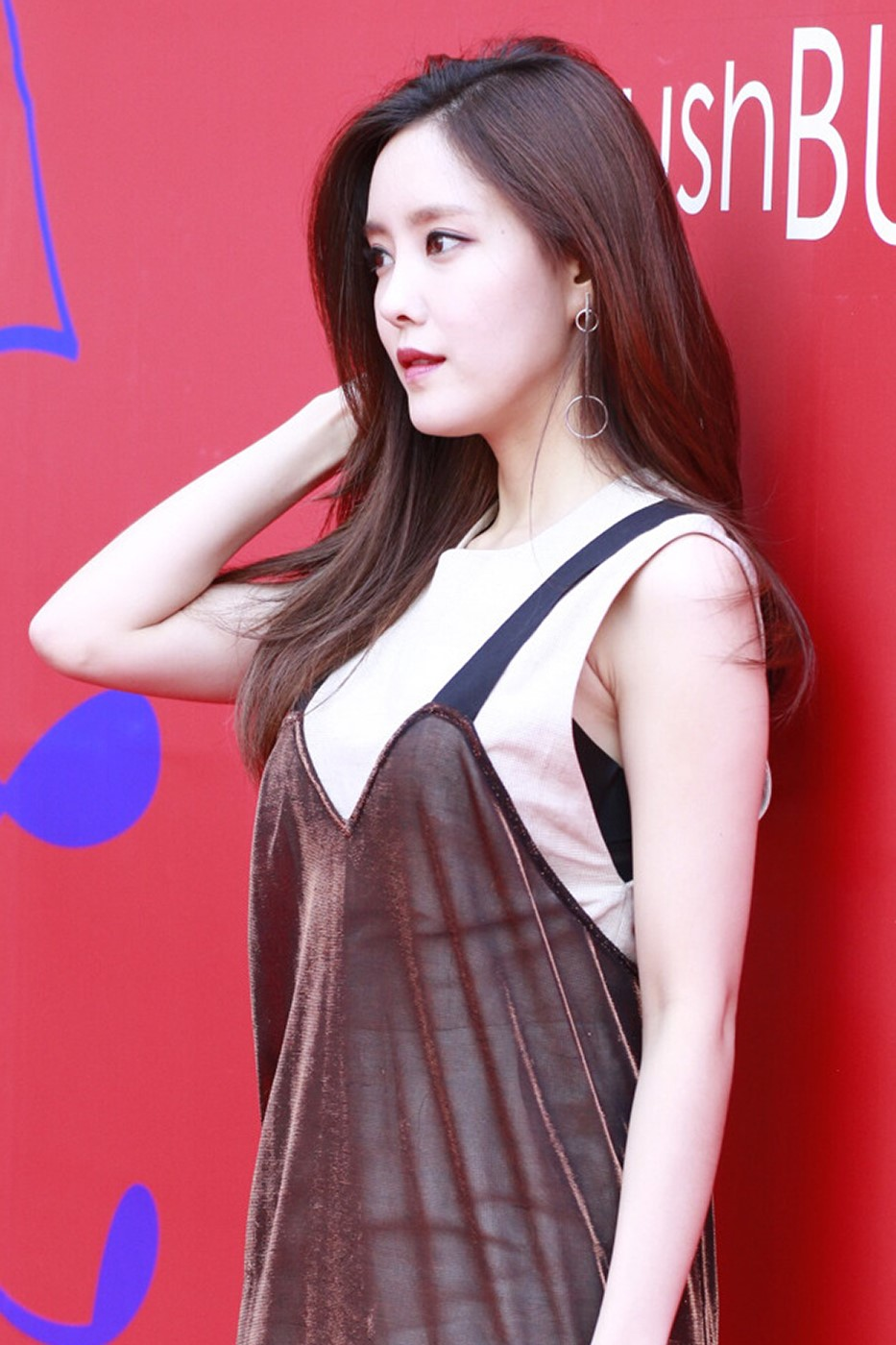
Hyomin tại Tuần lễ thời trang Seoul 2016

Đầu năm 2010, Hyomin tham gia dự án "Wonder Woman" với các thành viên SeeYa và Davichi, bên cạnh bạn cùng nhóm Eunjung. Cô còn tham thể hiện nhạc nền phim "Coffee House" của SBS năm 2010 và cộng tác với bộ đôi Brave Brothers cho đĩa đơn phòng thu "Beautiful Girl" năm 2011.
Ngày 14 tháng 6 năm 2011, Core Contents Media thông báo Hyomin sẽ đảm nhận vai trò trưởng nhóm thứ ba của T-ara cho album mới John Travolta Wannabe - kế hoạch Nhật tiến và Black Eyes. Sau đó chuyển tiếp vị trí sang cho thành viên Soyeon.
Tháng 1 năm 2017, Hyomin cùng các thành viên T-ara chấm dứt hợp đồng với công ty chủ quản MBK Entertainment sau 10 năm gắn bó.

### 2014-nay:Sự nghiệp solo
Ngay sau khi Jiyeon kết thúc quảng bá "1 Min 1 Sec", Hyomin chính thức phát hành album đầu tay Make Up vào 30 tháng 6 năm 2014 với đĩa đơn "Nice Body" hợp tác cùng rapper LOCO. Album tiêu thụ được 8000 bản. Ngoài ca khúc "Nice Body",  Hyomin còn cho ra mắt sản phẩm tự sáng tác của mình là "Overcome" với phần rap dưới sự giúp đỡ của Zico (BlockB), ca khúc thứ 3 mang tên "Fake It" kết hợp cùng Sungmin của nhóm SPEED.
Ngày 7 tháng 1 năm 2016, MBK Entertainment thông báo trên OSEN rằng Hyomin của T-ara chính thức trở lại với mini-album thứ hai vào ngày 17 tháng 3 kể từ sau mini-album đầu tay phát hành vào tháng 6 năm 2014. MBK Entertainment cho biết: Hyomin đang chuẩn bị để thực hiện màn trở lại solo của mình vào tháng ba. Sketch được Ryan S. Jhun sản xuất, là tác giả của nhiều ca khúc như View (Shinee), Love Me Right (EXO), Dumb Dumb (Red Velvet) và được Lee Ki-baek làm đạo diễn. Ngày 24 tháng 2, Hyomin phát hành hình ảnh teaser cho album mới của mình, cô cũng tổ chức một showcase vào ngày 16 tháng 3 quảng bá cho Sketch. Đĩa đơn đầu tiên "Still" phát hành vào 14 tháng 3, hai đĩa đơn tiếp theo "Sketch" và "Gold" phát hành vào ngày 17 cùng với MV gốc và MV sexy cho "Sketch". Cũng trong tháng này, T-ara sẽ đến Việt Nam để tổ chức mini-show T-ara in Sai Gon và tham dự buổi ra mắt hãng điện thoại Pantech. Cả sáu thành viên sẽ ở lại Việt Nam từ ngày 12 đến ngày 15. Ngày 17 tháng 3, Hyomin phát hành mini-album thứ hai. MV "Sketch" phiên bản 15+ đã đạt vị trí cao nhất trên YinYueTai chỉ sau chưa đầy ba ngày phát hành và trụ được liên tục 6 tuần trên bảng xếp hạng. Đây được coi là thành công lớn nhất trong sự nghiệp solo của Hyomin từ trước đến nay.
Ngày 12 tháng 9 năm 2018, Hyomin chính thức trở lại quê nhà với ca khúc mới "MANGO".
Ngày 20 tháng 1 năm 2019, Hyomin ra mắt ca khúc "U Um U Um" với phong cách trẻ trung, khỏe khoắn và là cũng bước đệm cho album tiếp theo của cô.
Ngày 20 tháng 2 năm 2019, Hyomin chính thức trở lại với album phòng thu thứ ba Allure và bài hát chủ đề cùng tên. Hyomin gọi đây là dự án Color (màu sắc), trong đó Mango đại diện cho màu vàng, U Um Um Um đại diện cho màu xanh lục bảo và cuối cùng Allure lấy màu đỏ làm chủ đạo. Dưới sự giúp sức từ công ty mới - Sublime Artist Acency, Hyomin đã được hợp tác với dàn producer nổi tiếng từ SM và Brand New Music cho album lần này. Cựu thành viên T-ara chia sẻ cô đã dồn rất nhiều tâm sức cho Allure cũng như toàn bộ các ca khúc trong Allure. Hình tượng trong album này được miêu tả sẽ đậm chất Hyomin - một cô gái trưởng thành, quyến rũ và sang chảnh.

### Diễn xuất

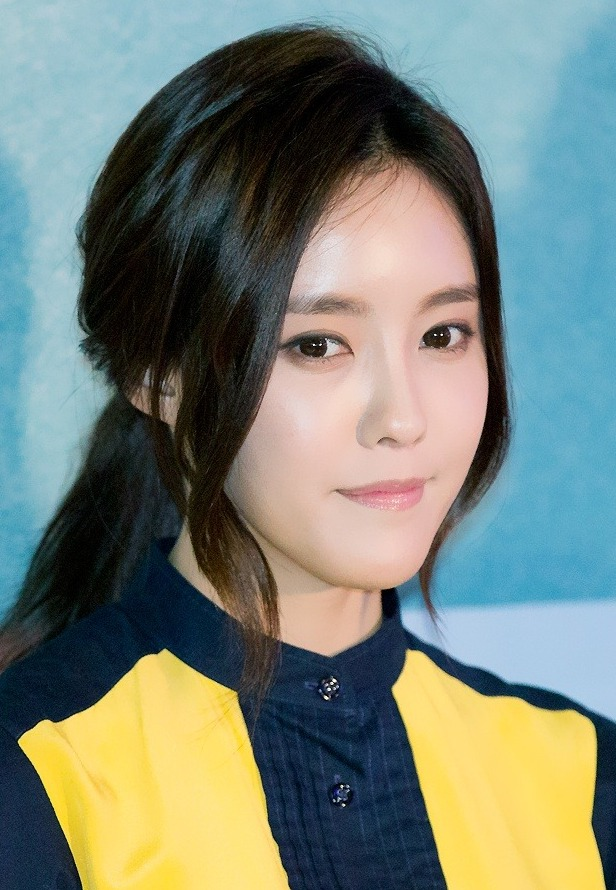
Hyomin tại buổi ra mắt Love Jinx, tháng 2 năm 2014

Cô tham gia đóng vai phụ trong phim "My Girlfriend is a Nine-Tailed Fox" vai Ban Seon Nyuh từ ngày 11 tháng 8 năm 2010 tới 30 tháng 9.
Hyomin lần đầu đóng phim điện ảnh trong phim kinh dị "Gisaeng Ryung", với một nữ sinh trong sáng tên Yurin. Bộ phim ra mắt ngày 4 tháng 8 năm 2011.
Đầu năm 2012 Hyomin tham gia vở nhạc kịch "Our Youth Roly-Poly" cùng với các thành viên Jiyeon và Soyeon. Cô còn góp mặt trong show "We Got Married" phiên bản Trung Quốc bên cạnh Fu Xinbo, thành viên nhóm nhạc trẻ Trung Quốc Bobo.
Năm 2014, Hyomin tham gia vai chính trong bộ phim hợp tác với Nhật Bản Jinx
Năm 2015, Hyomin trở lại màn ảnh diễn xuất qua "Sweet Temptation Episode 6: When Are You In Love, It Rains" trong vai Hyo Jin.

### Thiết kế thời trang
Trong suốt thời gian nhóm T-ara quảng bá ca khúc Roly Poly vào tháng 6 năm 2011, Hyomin đã thiết kế trang phục biểu diễn của nhóm trên sân khấu, đã thể hiện bằng các họa tiết cổ điển và quần ngắn và đã trở nên phổ biến tại thời điểm đó.
Hyomin sẽ tiếp tục cho ra mắt bộ sưu tập thời trang riêng biệt, hợp tác cùng nhà tạo mẫu Kim Sung-il, trên trang G-Market vào ngày 4 tháng 6 năm 2012. Cô đưa ra tổng cộng 150 sản phẩm trong bộ sưu tập và đang dành hết tâm trí vào việc lên kế hoạch thiết kế cho việc chuẩn bị khai trương cửa hàng trực tuyến.
Hoạt động tại Việt Nam
Tháng 7 năm 2019, Hyomin ra mắt ca khúc Cabinet kết hơp cùng với  ca sĩ-rapper người Việt Nam JustaTee, đây là một ca khúc kết hợp giữa hai nghệ sĩ Việt-Hàn. Ca khúc đã giành được quán quân 4 tháng liên tiếp của Bảng xếp hạng âm nhạc V Hearbeat hàng tháng.

## Đời tư
Vào ngày 6/4/2025, Hyomin tổ chức lễ cưới tại khách sạn Shilla, Jangchung-dong, Seoul với người chồng hoạt động trong lĩnh vực tài chính.

## Danh sách đĩa nhạc

### EP
- Make up (2014)
- Sketch (2016)
- Allure (2019)

### Đĩa đơn
- Nice body (2014)
- Sketch (2016)
- Gold (2016)
- Mango (2018)
- U Um U Um (2019)
- Allure (2019)

## Danh sách phim

### Phim điện ảnh
| Năm  | Phim          | Vai trò                |
| ---- | ------------- | ---------------------- |
| 2011 | Gisaeng Ryung | Yurin (A Horror Movie) |
| 2013 | Jinx!         | Ji-Ho (Phim Nhật Bản)  |

### Phim truyền hình
| Năm  | Phim                                 | Vai diễn      | Đài  |
| ---- | ------------------------------------ | ------------- | ---- |
| 2010 | My Girlfriend Is A Nine - Tailed Fox | Ban Seon Nyeo | SBS  |
| 2010 | Master Of Study                      | Khách mời     | KBS2 |
| 2011 | Gye Baek                             | Cho Young     | MBC  |
| 2012 | The Thousandth Man                   | Gu MiMo       | MBC  |

### Chương trình truyền hình
| Năm  | Show                                  | Kênh        |
| ---- | ------------------------------------- | ----------- |
| 2009 | Radio Star                            | MBC         |
| 2009 | Mnet Scandal                          | Mnet        |
| 2009 | Star King                             | SBS         |
| 2009 | Challenge 1000 Song                   | KBS2        |
| 2010 | Star Golden                           | KBS         |
| 2010 | Strong Heart                          | SBS         |
| 2010 | You Hee-yeol's Sketchbook             | KBS         |
| 2010 | Taxi                                  | tvN         |
| 2010 | Star King                             | SBS         |
| 2010 | Bouquet                               | MBC         |
| 2010 | Dream Girls                           | Mnet        |
| 2011 | Star King                             | SBS         |
| 2011 | King Of Idol                          | SBS         |
| 2011 | Challenge 1000 Song                   | KBS2        |
| 2011 | Win Win                               | KBS2        |
| 2012 | Weekly Idol                           | MBC Every 1 |
| 2012 | Naughty Boys                          | JTBC        |
| 2012 | Running Man                           | SBS         |
| 2012 | We Got Married (phiên bản Trung Quốc) | MBC         |
| 2012 | Invincible Youth 2                    | KBS2        |
| 2012 | Sponge Zero                           | KBS         |
| 2013 | Beatles Code                          | Mnet        |
| 2013 | Challenge 1000 Song                   | KBS2        |
| 2013 | Immortal Songs 2                      | KBS         |
| 2013 | SimSimTaPa                            | MBC         |
| 2014 | Immortal Songs 2                      | KBS         |
| 2014 | Music Travel                          | MBC         |
| 2014 | Moon Hee Jun's Pure                   | Mnet        |
| 2014 | Weekly Idol                           | MBC         |
| 2014 | Smile People                          | SBS         |
| 2014 | Vitamin                               | KBS2        |
| 2014 | Weekly Idol                           | MBC Every 1 |
| 2014 | Star King                             | SBS         |
| 2014 | Hidden Singer                         | JTBC        |
| 2015 | A Song For You 4                      | KBS2        |
| 2015 | Idol Star Athletic Championship 2015  | MBC         |
| 2015 | Let's Go Together                     |             |
| 2016 | Siêu Trí Tuệ                          | JSTV        |
| 2017 | SBS The show tập 100                  | SBS         |

## Kịch
| Năm  | Kịch                           | Ghi chú                               |
| ---- | ------------------------------ | ------------------------------------- |
| 2010 | Really Really Like You Musical | Hong Jung Hwa                         |
| 2012 | Our Youth, Roly Poly Musical   | Han Joo Young (Cùng Soyeon và Jiyeon) |

## Giải thưởng và đề cử
| Năm  | Giải                                                         |
| ---- | ------------------------------------------------------------ |
| 2011 | - MBC Drama Awards: Nữ diễn viên mới xuất sắc nhất (Gyebaek) |